# Efterkrigstiden
Efterkrigstiden er den sædvanlige europæiske og nordamerikanske betegnelse for den periode i verdenshistorien, der strækker sig fra 2. verdenskrigs afslutning i 1945 frem til og med afslutningen på den kolde krig i 1991. På samme måde anvendes betegnelsen mellemkrigstiden om perioden mellem 1. og 2. verdenskrig fra 1918 til 1939. 
Betegnelsen er på sin vis et paradoks, idet flere af de lande, der deltog i 2. verdenskrig, har været involveret i andre krige siden 2. verdenskrigs afslutning. Både efterkrigstiden og mellemkrigstiden er som begreb eurocentrisk, idet begge refererer til de to dominerende krige i Europa.
Efterkrigstiden har en stærk reference til den kolde krig, og er kulturelt kendetegnet ved en stor udvikling i velstand, protestbevægelser og øget fokus på individualisme.